# Hochstift
Die Ausdrücke Hochstift und später im Zuge der territorialen Emanzipation Fürststift bzw. Fürstbistum (bei Erzbistümern entsprechend Erzstift, Fürsterzstift oder Fürsterzbistum) bezeichnen im Allgemeinen ein geistliches Territorium im Heiligen Römischen Reich bis 1803, in dem die staatliche Souveränität von einem Bischof als Landesfürsten, dem Fürstbischof, ausgeübt wurde. Zeitgenössisch wurden diese Territorien oft auch nur Stift genannt, soweit im Reich gelegen auch spezieller Reichsstift. Hochstifte bzw. Fürstbistümer bildeten Reichsstände, die Sitz und Stimme auf der Geistlichen Bank des Reichstages des Alten Reiches besaßen.

## Etymologie

### Wortherkunft
Der zweite Wortteil von Hochstift kennzeichnet die Ländereien als Stifte im Sinne von Stiftungen von Königen und Herzögen an eine Kathedra mit religiöser und ordnungspolitischer Zielsetzung. Der erste Wortteil unterscheidet sie von Kloster- und anderen Stiftungen ohne staatliche Souveränität.

### Hochstift versus Fürstbistum
Die vereinfachende Gleichsetzung Hochstift gleich Fürstbistum ist oftmals verwirrend, da beide Begriffe bis Anfang des 19. Jahrhunderts parallel genutzt wurden. Auch in der geschichtswissenschaftlichen Literatur stehen beide Begriffe nebeneinander. In der Geschichtswissenschaft wird allerdings bei Auflistungen der Reichsstände des Heiligen Römischen Reiches der Begriff Hochstift vermieden (Kurfürstentum, Fürstbistum, Grafschaft, Reichsstadt etc.).
Da der Begriff Hochstift zunehmend für eine noch heute – wenn auch nur ideelle – regionale Bezeichnung steht, sollte mit Fürstbistum das historische Territorium bezeichnet werden, das bis zum Reichsdeputationshauptschluss 1803 gleichzeitig einen Reichsstand des Heiligen Römischen Reiches bezeichnete.

### Heutiger Gebrauch
Heutzutage wird im Raum des Hochstiftes Paderborn noch die Bezeichnung Hochstift für das Gebiet der Kreise Paderborn und Höxter verwendet. Auch im alten Hochstift Fulda ist diese Bezeichnung bis heute gebräuchlich, beispielsweise bei der Biermarke Hochstift. Im früheren Hochstift Hildesheim ist hingegen nur der Ausdruck Stift (Stiftsdörfer) gebräuchlich. Im Gebiet des ehemaligen Hochstifts Münster wird zwischen dem (südlichen) Oberstift und dem (nördlichen) Niederstift unterschieden. Dies sind jedoch rein historisch-geographische Bezeichnungen.
Das Hochstift Meißen, gegründet im Jahr 968, existiert hingegen bis heute als eine Körperschaft des öffentlichen Rechts der Evangelisch-Lutherischen Landeskirche Sachsens.
Die Mehrzahl von „Stift“ ist „Stifte“ oder „Stifter“.

## Begriffsdefinition
Hochstifte waren Gebiete, in denen Bischöfe in ihrer Eigenschaft als Reichsfürsten die weltliche Landesherrschaft ausübten. Sie werden auch „Fürstbistümer“ genannt (siehe auch Kirchenfürsten). Das weltliche Herrschaftsgebiet eines Erzbischofs hieß „Erzstift“ oder „Fürsterzbistum“.
Der Begriff des Hochstifts oder Fürstbistums ist vom Bistum, der Diözese, in der der Bischof die kirchliche Aufsicht innehatte, zu unterscheiden. Letzteres umfasste auch Gebiete, die der Regierung anderer Fürsten, manchmal sogar der (weltlichen) Herrschaft anderer Bischöfe unterstanden und richtete sich allein nach Kirchenrecht, während die Hochstifte dem Reichsrecht unterstanden.
Die Erz- und Hochstifte, wie auch die reichsunmittelbaren Territorien der reichsfreien Klöster, wurden zwar von Geistlichen der römisch-katholischen Kirche regiert, waren aber keine kirchenrechtlichen Institutionen, sondern formal Zepterlehen des römisch-deutschen Königs an einen bestimmten Prälatenstuhl. Daher verstieß nach der Reformation die faktische Aneignung von säkularisierten Reichsabteien durch benachbarte Landesfürsten bzw. die Administration von Erz- und Hochstiften durch evangelische Bischöfe, sofern vom Kaiser als Lehnsherr nicht bestätigt, gegen Reichsrecht, was Kaiser Ferdinand II. auf dem Höhepunkt seiner Macht im Dreißigjährigen Krieg 1629 zum Anlass für sein Restitutionsedikt nahm – eine politische Maßnahme, welche die evangelischen Reichsstände brüskierte und den Krieg bedeutend verlängerte.
Auch die Hochstifte waren (wie auch die Reichsprälaturen) im Rahmen des Königsdienstes zur Heeresfolge verpflichtet, was ab 1521 in der Reichsmatrikel geregelt war. In der Praxis wurden die militärischen Aufgaben von den zumeist gräflichen Vögten der Hochstifte und Klöster mit ihrem Rittergefolge wahrgenommen, bisweilen setzten sich die Bischöfe aber auch selbst an die Spitze ihres Aufgebots.
Nach der Reichsmatrikel von 1521 zählten zu den geistlichen Reichsfürsten – neben den drei geistlichen Kurfürsten (der Erzstifte Kurmainz, Kurköln, Kurtrier) – die Erzbischöfe von Salzburg, Magdeburg, Bremen und Besançon, ferner 46 weitere Fürstbischöfe. Hinzu kam eine große Anzahl von Reichsprälaten. Die geistlichen Reichsfürsten verringerten sich bis 1792 auf 33, darunter die drei Kurfürsten, die beiden Erzbischöfe von Salzburg und Besançon, 22 Fürstbischöfe und einige Fürstäbte. Kurz vor der Säkularisation von 1802/1803 umfassten die reichsunmittelbaren geistlichen Staaten 25 Erz- und Hochstifte und 44 Fürstpropsteien und Reichspropsteien. Mit mehr als drei Millionen Einwohnern lebte ein Achtel der Bevölkerung des Heiligen Römischen Reichs „unter dem Krummstab“; flächenmäßig gehörte mit knapp 95.000 Quadratkilometern sogar ein Viertel des Reiches zur „Germania Sacra“.

## Redensart
„Unterm Krummstab ist gut leben!“

Die Redensart beruht wohl darauf, dass mit dem kirchlichen Zehnten, der auch in den weltlichen Territorien als Steuer gezahlt werden musste, auch die sonst noch zusätzlich zu leistenden Abgaben an den Landesherren abgegolten waren.

## Liste von Erz- oder Hochstiften
Folgende Erz- oder Hochstifte thematisiert jeweils ein eigener Wikipedia-Artikel:
- Erzstift Besançon – Erzstift Bremen – Erzstift Köln – Erzstift Magdeburg – Erzstift Mainz – Erzstift Salzburg – Erzstift Trier
- Hochstift Augsburg – Hochstift Bamberg – Hochstift Basel – Hochstift Brandenburg – Hochstift Brixen – Hochstift Cambrai – Hochstift Cammin – Hochstift Eichstätt – Hochstift Freising – Hochstift Fulda – Hochstift Halberstadt – Hochstift Hildesheim – Hochstift Konstanz – Hochstift Lübeck – Hochstift Lüttich – Hochstift Meißen – Hochstift Merseburg – Hochstift Metz – Hochstift Minden – Hochstift Münster – Hochstift Naumburg – Hochstift Osnabrück – Hochstift Paderborn – Hochstift Passau – Hochstift Regensburg – Hochstift Schwerin – Hochstift Speyer – Hochstift Straßburg – Hochstift Trient – Hochstift Utrecht – Hochstift Verden – Hochstift Worms – Hochstift Würzburg